# 許祚昌
許祚昌（？年—？年），號女若，福建漳州府漳浦县人。明末清初政治人物。

## 生平
天啓七年（1627年）丁卯科福建乡试舉人，崇祯四年（1631年）辛未科进士。兵部观政，授东莞县知县，七年考察，八年升刑部主事。后官至兵部郎中，南明时授太僕寺卿。
顺治五年三月，许祚昌率義軍攻打漳州府城，守将唐钦明守城防御，三日后清军援兵至，義軍退走。